# Rimini

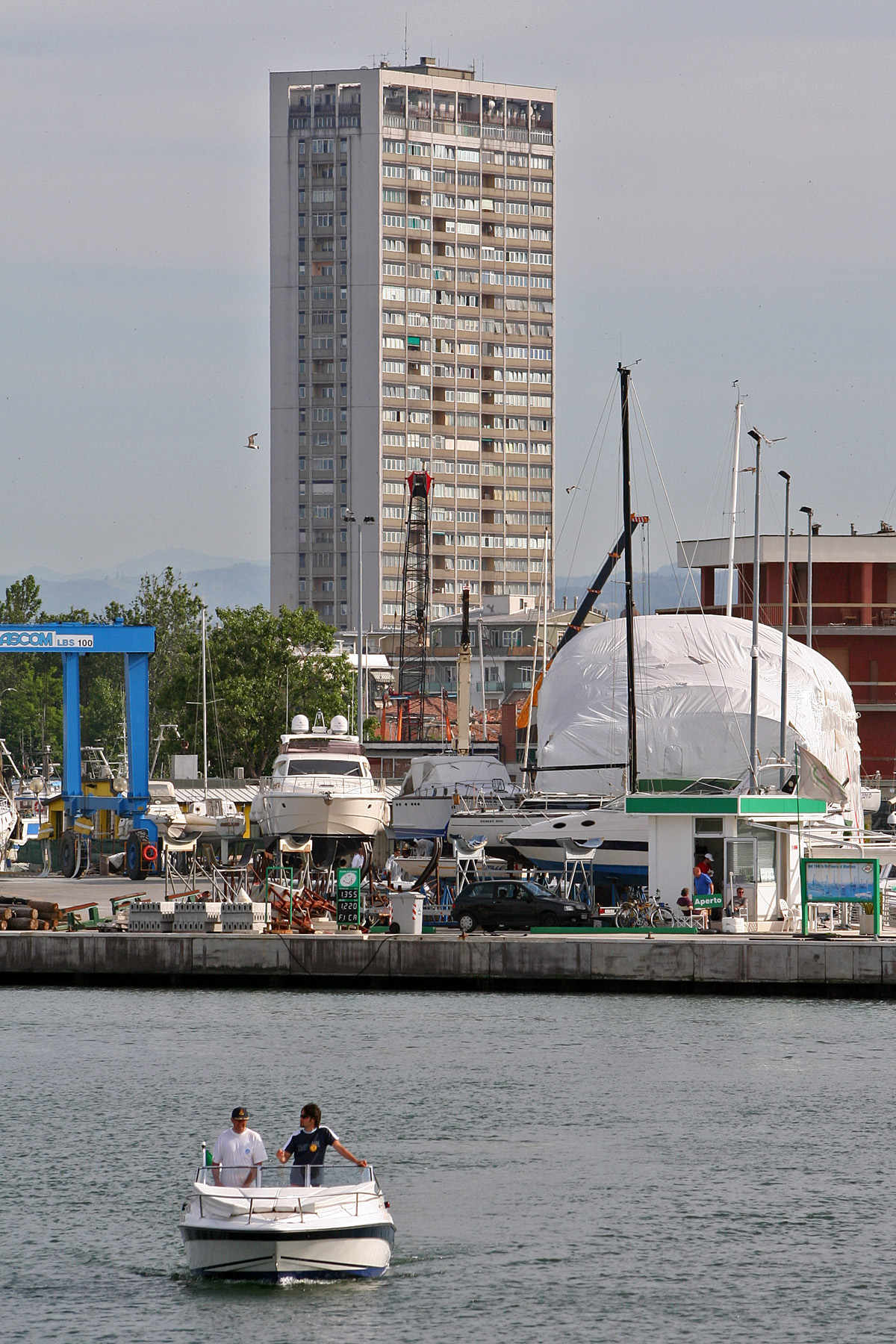
Rimini.

Rimini là một thành phố ở vùng Emilia-Romagna của Ý, là thủ phủ của tỉnh Rimini. 
Thành phố này nằm bên bờ Biển Adriatic gần duyên hải giữa các sông Marecchia (Ariminus cổ đại) và Ausa (Aprusa). Các ngành kinh tế chính ở thành phố này là hàng hải và ngư nghiệp cũng như du lịch.
Thành phố này sử dụng Sân bay quốc tế Federico Fellini phục vụ Rimini và San Marino.

## Thành phố kết nghĩa
- Seraing, Bỉ
- Saint-Maur-des-Fossés, Pháp
- Sochi, Nga
- Ziguinchor, Sénégal
- Fort Lauderdale, Mỹ
- Dương Châu, Cộng hòa Nhân dân Trung Hoa
- Djibouti, Djibouti